# Cabo Chuvash
El cabo Chuvash o cabo Podchuvash, también cabo Potchevash (en ruso: Чувашский мыс, Чуваший мыс, Подчуваший мыс, Потчеваш, lit. 'cabo de los chuvasios') es un promontorio sobre el río Irtish  a los pies de los montes Alafeiski, junto a Tobolsk, en Rusia. Es un sitio histórico ya que aquí, el 23 de octubre de 1582, tuvo lugar aquí la batalla por la que la expedición de Yermak Timoféyevich derrotó a las tropas del kan de Siberia Kuchum. 
Forma parte de la lista de monumentos naturales del óblast de Tiumén, como Monumento Natural de los Montes Kisiolovski y el Cabo Chuvash. Está incluido en el programa interregional turístico "Por las huellas de Yermak" (По следам Ермака).

## Etimología
El nombre de la localización proviene de la instalación en el lugar en la década de 1520, a tres verstás de la desembocadura del Tobol en río Irtish, de un destacamento de unos 500 soldados chuvasios por el matrimonio del kan de Siberia con una de las hijas del kan de Kazán Moxammat Amin, en el marco de un acercamiento entre los taibúguidas de Siberia y Safagäräy por parte de Kazán. Los soldados montaron un campamento que se convertiría en una pequeña ciudadela con terraplenes y fosos, Chuvash, que sería servida por estos soldados y sus descendientes hasta la llegada de Yermak.

## Anales
Los principales documentos que contienen referencias a los "montes de Chuvash", "cabo Chuvash", "ciudadela de Chuvash", "Chuváshevo", "ciudad de Chuvash", son los anales o crónicas siberianas (Yésipovskaya, Stróganovskaya y Rémezovskaya -de la que forma parte la Crónica Kungur), en las que aparecen en 44 ocasiones.

## Investigación arqueológica
Entre 1878 y 1879, el etnógrafo territorial y pintor Mijaíl Známenski realizó excavaciones en el cabo Chuvash, donde encontró objetos metálicos y puntas de flecha. Estos hallazgos eran reconociblemente objetos de la vida cotidiana de los ostiakos. Los restos del asentamiento úgrico fue atribuido por error por Známenski a los tártaros de Siberia.
Las expediciones arqueológicas de 1970 y 1994 confirmaron la existencia de una ciudad úgrica en el cabo chuvash en la Edad Media, sin embargo, para 1582, año de la batalla, hacía mucho tiempo que había sido abandonada.
En las investigaciones se hallaron 15 túmulos úgricos saqueados entre los siglos XVIII y XIX.